# باربارا ندلیاکووا
باربارا ندلیاکووا (اسلواکی: Barbara Nedeljáková؛ زادهٔ ۱۶ مهٔ ۱۹۷۹) بازیگر، و بازیگر سینما اهل اسلواکی است. وی از سال ۲۰۰۲ میلادی تاکنون مشغول فعالیت بوده‌است. بیشتر شهرت و ی به خاطر بازی در فیلم مسافرخانه است.
از فیلم‌ها یا برنامه‌های تلویزیونی که وی در آن نقش داشته‌است می‌توان به شوالیه‌های شانگهای، رستاخیز، مسافرخانه، کودکان ذرت: پیدایش، و اسلشر لس آنجلس اشاره کرد.